# 貴族院令
貴族院令（きぞくいんれい、明治22年勅令第11号）は、大日本帝国憲法下における立法府である帝国議会の上院たる貴族院の議員の資格、その権限等について定めていた勅令。

## 沿革
大日本帝国憲法第33条は、帝国議会を衆議院と貴族院の両院により構成することとして二院制を採用し、下院である衆議院の議員は「選挙法」の定めによる公選制とするのに対し（同憲法第35条）、上院である貴族院の議員は「貴族院令」の定めにより皇族、華族及び勅任された者で構成するものと定めた（同憲法第34条）。
これらの大日本帝国憲法の規定を施行するための憲法附属法として、衆議院の議員の資格を定める「選挙法」としては衆議院議員選挙法が、そして貴族院の議員の資格を定める「貴族院令」としては本令が、それぞれ定められたものである。
本令の起草は金子堅太郎が主に担当したが、井上毅の意向も強く反映されたとみられる。本令の制定に当たっては、貴族院のあるイギリスの法制度を参考とはしたが、これをそのまま採用したのではなく、例えば伯子男爵が互選によって議員となる制度や、皇族・公侯爵以外の議員への歳費の支払い等の制度はイギリスには存在しなかった。また、イギリス以外の国の例も参考としており、勅選議員の勅任制についてはイタリアから、多額納税者議員の制度はドイツ諸国の制度を参考にしたものとされるが、これらもそのまま採用したものではない。
なお、衆議院の議員の資格が法律であるのに対し、貴族院の議員の資格が勅令で定められたのは、公選制を定める選挙法は一般国民にも関係するため法律で定めるべきであるが、本令は皇族、華族等のある種の階級の人のみを対象にするもので一般国民には関係がないため勅令で定めたものと考えられている。ただし、本令を改正するに当たっては二院制を採用した趣旨を没却しないよう、貴族院の議決を経なければならないとされた（第13条）。このように、本令が勅令かつ改正には貴族院の議決が必要、すなわち貴族院の意思に反した改正が不可能であったことは、貴族院が戦前の日本において政府のコントロールが効かない、高度な独立性を有し、しばしば政府と対立して煮え湯を飲ませた要因の一つとされる。

## 内容

### 貴族院の議員資格
本令は、大日本帝国憲法第34条が定める貴族院の構成員として、皇族議員、有爵議員及び勅任議員の3類型の詳細を規定していた。これら3類型は同憲法に定めたものであるから、本令をいくら改正してもこれら3類型のいずれかを排除することはできず、また、新しい類型を追加することも許されなかった。

#### 皇族議員
成年に達した皇族の男子は、当然に終身の貴族院議員となった（第2条）。皇族は生まれながらにして貴族院の議員となる資格を有するが、皇族とはいえ未成年者は知識が未熟であり、仮に貴族院に列席しても国家の大事に関する議案を決し得ないため、成人に限定したとされている。なお、当時の皇族の成人年齢は一般国民と異なり、皇太子・皇太孫は満18歳、その他の皇族は満20歳をもって成年とされていた（旧皇室典範第13条、第14条）。

#### 華族議員
爵位を有する者（華族）は貴族院議員となることができたが、その爵位によって取扱いに差があった。
- 公侯爵

公爵・侯爵の爵位を有する者は、満25歳（1925年（大正14年）の本令改正（貴族院令中改正ノ件、大正14年勅令第174号）の後は、満30歳）になったときに当然に終身の貴族院議員となった（第3条）。華族の待遇を停止された者や当時被選挙権を有しなかった現役軍人でもこれを排除する規定は存在しなかった。本令制定時は辞職に係る規定が存在しなかったが、1925年（大正14年）の本令改正により天皇に願い出て勅許を得て辞職すること可能となり、また辞職した後も勅任によって再度貴族院議員に就任することができた。
- 伯子男爵

伯爵・子爵・男爵の爵位を有する者は、満25歳（1925年（大正14年）の本令改正後は、満30歳）になったとき、同じ爵位の者の互選により、7年の任期付きの貴族院議員となった（第4条第1項）。
公侯爵とは異なり、伯子男爵の身分を有する議員の数は制限されていた。伯子男爵は華族の大多数を占めることから、その全員を貴族院議員とする訳にはいかないため、このような制限が設けられたものである。当初は各爵位総数の1/5以下との制限だけが設けられていたが、有爵者が増加し、割合で制限するだけでは伯子男爵の議員の数が多くなりすぎるため、1905年（明治38年）の本令改正（貴族院令中改正追加ノ件、明治38年3月22日勅令第58号）で総数を制限することになった。この制限は、伯子男爵の各爵位間の不均衡を是正するため、次の表のように随時変更されている。
| 法令                    | 総数     | 伯爵                     | 子爵                     | 男爵                     |
| ----------------------- | -------- | ------------------------ | ------------------------ | ------------------------ |
| 本令制定時              | 規定なし | 各爵位総数の1/5以下      | 各爵位総数の1/5以下      | 各爵位総数の1/5以下      |
| 明治38年勅令第58号[16]  | 143人    | 各爵位総数に比例して配分 | 各爵位総数に比例して配分 | 各爵位総数に比例して配分 |
| 明治42年勅令第92号[17]  | 150人    | 17人                     | 70人                     | 63人                     |
| 大正7年勅令第22号[18]   | 166人    | 20人                     | 73人                     | 73人                     |
| 大正14年勅令第174号[13] | 150人    | 18人                     | 66人                     | 66人                     |
なお、この伯子男爵が互選によって貴族院議員となる制度は、イギリスの貴族院には存在しなかった。イギリスの貴族院はスコットランド貴族を除いて当然に貴族院議員となっていたため、政府が貴族院に対し、新たな貴族を作り出す（当然に貴族院議員となる）と威嚇し圧力をかけることができた。日本では、この互選の制度があることによって、そのような圧力をかけることができなかったとされる。

#### 勅任議員
天皇の任命により、皇族・華族としての身分を有さなくとも貴族院議員となることができる者が定められていた。これらの勅任議員の人選については、貴族院の存在意義が、公選制を採用する衆議院が世論に流されて行う無謀な議決の矯正にあることから、軽率な激論を抑制して万全な計画を立てられる者を定めたものとされている。
なお、制定当初、勅任議員の総数が有爵議員の総数を超えることはできなかった（第7条）が、この理由としては、貴族院という名のとおり皇族華族の有爵者が多数を占めるべきであって平民が多数を占めることは貴族院の実を失うとするもの、この規制がなければ衆議院議員の総数を超えてしまい歳費の負担が重いほか両院のバランスを害するとするものがある。この規定は、各種の議員の定数が具体的に規定されたことから必要がなくなったものとして、1925年（大正14年）の本令改正で削除された。
- 勅選議員

国家に功労のある者又は学識のある者のうち、満30歳以上の男子が勅任され、終身の貴族院議員となった（第5条）。満30歳の年齢制限が設けられているのは、若年の者は未だ思想が固まりきっていないおそれがあるからとされている。なお、本議員の定数は当初定められていなかったが、1905年（明治38年）の本令改正により125人以下とするよう定められた。
勅選議員の任期は上述のとおり終身であったため、本令制定時は辞職に係る規定が存在せず、身体の故障や精神の障害によってどれだけ議員としての責務を果たせなくなっても議員のままであったが、1925年（大正14年）の本令改正によりこれらの場合には貴族院にて議決を経て天皇に上奏することにより勅裁によって辞職する（又はさせる）ことが可能となった。
- 多額納税者議員

農業・工業・商業を問わず、多額の国税を納める者は、北海道及び各府県ごとの高額納税者の上位1番から15番目までの満30歳以上の納税者の間の互選により選ばれた1名が勅任され、7年の任期付きの貴族院議員となった（第6条）。多額納税者を議員としたのは、多くの財産を所有する者は、その所有する財産について政治の動向により多大な影響を受けるから、貴族院議員として発言の機会を与えることとしたものである。1925年（大正14年）の本令改正後は、多額納税者100名のうち1名又は200名のうち2名と変更され、その定数は66名となった。1945年（昭和20年）の本令改正（貴族院令中改正ノ件、昭和20年4月1日勅令第193号）により樺太が追加されて定数が67名となったが、敗戦後、樺太の実効支配権の喪失に伴い、1946年（昭和21年）の本令改正（貴族院令の一部を改正する勅令、昭和21年7月4日勅令第350号）で元に戻された。
- 帝国学士院会員議員

1925年（大正14年）の本令改正により追加で設けられた。満30歳以上の帝国学士院会員の間の互選により選ばれた4名が勅任され、7年の任期付きの貴族院議員となった（第5条の2）。
- 朝鮮・台湾勅選議員

1945年（昭和20年）の本令改正により追加で設けられた。満30歳以上の朝鮮又は台湾に在住する男子で名望ある者10人が勅任され、7年の任期付きの貴族院議員となった（第7条）。敗戦後、朝鮮・台湾の統治権の喪失に伴い、1946年（昭和21年）の本令改正で削除された。

#### 貴族院議員の選挙
本令において貴族院議員の選挙をすべき場合におけるその選挙に関する規定については、本令自身が定めず、別に勅令をもって定めることとされている（第4条、第5条ノ2、第6条）。
なお、多額納税者議員の選挙は、伯子男爵議員の選挙又は帝国学士院会員議員の互選と異なり、自治的な選挙ではないから、国の官庁の管理に属しており、貴族院令第六条ノ議員選挙ニ付衆議院議員選挙法中罰則ノ規定準用ニ関スル法律（大正14年法律第48号）の適用を受ける。

### 貴族院の任務
貴族院は、帝国議会を構成する両院の一つとして、衆議院と同様に法律、予算の議決を行うが、それとは別に貴族院独自の任務として、天皇の諮詢に応じて華族の特権に関する事項（例として世襲財産制等に関する規定がある。）を決議する任務が与えられていた（第8条）。ただし、この決議には法律上の拘束力はなかった。
また、選挙・資格に関する訴訟を控訴院（普通選挙法制定後は、同法81条に基づき大審院）において行うことが法律で定められている衆議院議員と異なり、貴族院議員の選挙・資格について争う場合の手続は貴族院自らで定め、天皇に上奏して裁可を受けるものとされていた（第9条）。この規定に基づき制定されたのが、貴族院議員資格及選挙争訟判決規則（大正14年12月28日裁可）である。

### 貴族院議員の身分
貴族院議員が禁錮以上の刑に処せられた場合や、身代限の処分（1925年（大正14年）の本令改正後は、破産宣告）を受けた場合には、勅命をもって除名すべきこととされていた。また、貴族院内部の懲罰により除名すべき場合には、議長が天皇に上奏して裁可を受けるものとされていた。これらによって除名された貴族院議員は、勅許なくしては再度議員となることができなかった（第10条）。貴族院の体面を汚した以上、これを許すことができるのは天皇のみとの考え方によるものである。

### 議長・副議長の選出方法
貴族院の議長・副議長は、貴族院議員の中から7年の任期付きで（元々任期付きの議員が選ばれた場合には残りの任期全て）勅任されるものとされた（第11条）。勅任すなわち天皇が直接任命したことから、貴族院自身が議長・副議長の任命に関与することがないシステムとなっていた。これは、議院内部での選挙により議長・副議長が選ばれる衆議院（議院法第3条第1項）とは全く異なる。このような制度となった理由としては、英国法の影響があるのではないかと考えられている。

### 議院法の適用
本令に規定がない事項については議院法を適用した（第12条）。本令はあくまで貴族院議員の資格について定めるほか、貴族院のみで適用される議院法の例外を定める特別法であるから、定めのない部分については全て両議院に係る一般法である議院法の定めが適用されることを確認する規定であるとされた。

## 廃止
本令は、日本国憲法の施行による貴族院の廃止と参議院の設立に伴い、1947年（昭和22年）5月3日、内閣官制の廃止等に関する政令（昭和22年政令第4号）によって、廃止された。